# Oona Chaplin

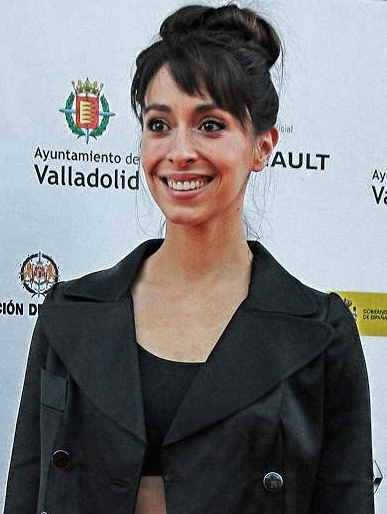
Oona Chaplin (2016)

Oona Castilla Chaplin (ur. 4 czerwca 1986 w Madrycie) – hiszpańska aktorka telewizyjna i teatralna, a także tancerka.

## Życiorys
Jest córką brytyjsko-amerykańskiej aktorki Geraldine Chaplin i chilijskiego operatora filmowego Patricia Castilli. Od strony matki jej dziadkami byli Oona O’Neill i Charlie Chaplin. Dzieciństwo było uzależnione od kariery aktorskiej matki, spędzała je głównie w Hiszpanii, Szwajcarii i na Kubie. Zaczęła pobierać nauki tańca baletowego, salsy i flamenco. Jest absolwentką studiów aktorskich w Royal Academy of Dramatic Art.
Od czasu ukończenia szkoły zaczęła regularnie występować w produkcjach telewizyjnych. Pojawiła się u boku matki w brytyjskim dramacie Inconceivable i w hiszpańsko-włoskim thrillerze Imago Mortis. Zagrała epizodyczną rolę w 007 Quantum of Solace. Później otrzymywała większe role w takich serialach jak Czas prawdy (jako Marnie Madden) i Gra o tron (jako Talisa Maegyr), a także jedną z głównych ról w miniserialu Tabu (jako Zilpha Geary).

## Filmografia
- 2007: Tajniacy (serial TV) – Kate
- 2008: Inconceivable –  Laura Chappel
- 2008: 007 Quantum of Solace – recepcjonistka
- 2009: Imago Mortis – Arianna
- 2009: Toksyczna miłość – Linda
- 2010: Ślubnie, nieślubnie, inaczej (serial TV) – Fabiana
- 2011: Po co komu niedźwiedź? – Rosa
- 2011: Czas prawdy (serial TV) – Marnie Madden
- 2011: Sobowtór diabła – Beauty
- 2012: Sherlock (serial TV) – Jeanette
- 2012: Gra o tron (serial TV) – Talisa Maegyr
- 2013: The Powder Room – Jess
- 2013: Dates (serial TV) – Mia
- 2015: Najdłuższa podróż – młoda Ruth
- 2016: Realive – Naomi
- 2017: Tabu (serial TV) – Zilpha Geary
- 2017: Anchor and Hope – Eva
- 2018: Moja kolacja z Herve (film TV) – Katie
- 2020: The Comey Rule – Lisa Page